# Kuehneola loeseneriana
Kuehneola loeseneriana är en svampart som först beskrevs av Henn., och fick sitt nu gällande namn av H.S. Jacks. & Holw. 1931. Kuehneola loeseneriana ingår i släktet Kuehneola och familjen Phragmidiaceae.   Inga underarter finns listade i Catalogue of Life.